# Roslagsvår
Roslagsvår är en sång komponerad av Hugo Alfvén med text av Alf Henrikson från 1954. Sången används som vinjett i humorserien Dips samt i filmerna Mästarnas match, Johan på Snippen tar hem spelet och Sommarnöje sökes. Alice Babs sjöng sången under ackompanjemang av Gunnar Lundén-Weldens Orkester år 1957.
På engelska heter sången Swedish Polka och finns inspelad instrumentalt av bl a Winifred Atwell.